# Desportivo Marítimo
Desportivo Marítimo is een voetbalclub in Sao Tomé en Principe uit Micoló in het district Lobata. De club speelt in de eilandcompetitie van Sao Tomé, waarvan de kampioen deelneemt aan het voetbalkampioenschap van Sao Tomé en Principe, de eindronde om de landstitel.
In 2001 haalde Marítimo de halve finale van de beker, maar in de competitie bleef het op het tweede niveau hangen. In het seizoen 2006/07 speelde Marítimo wel op de hoogste niveau, maar kon daar geen potten breken. Nog nooit werd de club landskampioen, eilandkampioen of bekerwinnaar.
De club had ook een vrouwenteam, dat meedeed met de eerste editie van het vrouwenvoetbalkampioenschap van Sao Tomé en Principe, in 2008 en 2009 deed dit team niet langer mee.
Eerste niveau: FC Aliança Nacional · Bairros Unidos FC · UD Correia · Folha Fede · Juba Diogo Simão · FC Neves · Praia Cruz · UDRA · Vitória FC · Santana FC
Tweede niveau: Agrosport · Amador · Guadalupe · Inter Bom-Bom · Desportivo Marítimo · Kê Morabeza · Oque d'El Rei · Porto Alegre · Ribeira Peixe · Trindade FC
Derde niveau: Andorinha Sport Club · Boavista · Desportivo Conde · Cruz Vermelha · Diogo Vaz · Otótó · Santa Margarida · Sporting São Tomé · UDESCAI · Varzim FC
Voormalige clubs: 6 de Setembro · Bela Vista · Os Dinâmicos ·  Palmar